# قمری زمینی مورنو
قمری زمینی مورنو (نام علمی: Metriopelia morenoi) یا قمری زمینی چشم‌برهنه، گونه‌ای از پرندگان خانواده کبوتران (Columbidae) وبومی آرژانتین است.
قمری زمینی مورنو و گونه خواهرش قمری زمینی رخ‌برهنه (Metriopelia ceciliae) در گذشته در سردهٔ Gymnopelia قرار داشتند. تک‌نماد است.